# 陸軍軍医大学
中国人民解放軍第三軍医大学（ちゅうごくじんみんかいほうぐん-だいさんぐんいだいがく）、略称は陸軍軍医大学（りくぐんぐんいだいがく）、中華人民共和国重慶市沙坪垻区に位置する軍事大学。1975年に設立され特色のある軍事大学の一つとして中国国内に名が知られる国家重点大学である。敷地面積は205.63万平方メートルで、屋敷面積は155.13万平方メートルである。研究設備は合計18.32億元にのぼり、蔵書は62万冊である。中国にある医学大学の中で順位は18番目である。通称「三軍医大」。
三軍医大には、17の中国重点建設学科があり、14の学科の学士学位授与権と毎年71人の修士学位授与権と五つの学科で毎年59人の博士学位授与権を持つ。また、一つの中国重点ラボラトリーが設けられている。教師総数800名。その中には、博士導師188名と大学院生導師365名と中国工程院院士2名がいる。中国科学進歩賞一等をはじめとして研究成果は1500件にのぼる。
設立されて以来、軍事医学に基づいて、熱傷外科医学、核兵器防衛学、野外作戦外科医学、野外作戦内科医学、軍事疫病予防学、高原軍事医学及び新型兵器防衛学の研究に力を尽くしている。中国における戦時創傷研究の中心で、中国軍事医学研究の主要な組織の一つである。

## 沿革
- 1954年 中国人民解放軍第六医科大学と中国人民解放軍第七軍医大学が合併し、中国人民解放軍第七医科大学が組織される。
- 1969年 校舎が上海に移転する。
- 1975年 また、重慶に戻る。中国人民解放軍第三軍医大学と改称する。
- 2000年 「海外学者交流計画」を実施し、毎年一回開催することになる。
- 2003年 「海外学者交流計画」を二年毎に一回と改める。以後、大きな成果をあげた留学学者を学校に招聘し、技術上の指導と協力を依頼する。
- 2006年 呉玉章（ごぎょくしょう）教授を中心に、中国全軍の免疫学研究を試みる。

## 学部・学科・付属病院

### 学部（院）
- 基礎部
- 軍事疫病予防学学院
- 薬理学学院
- 生物医学学院（放射医学）
- 看護学学院
- 人文社会学学院
- 高原軍事医学学部
- 大学院生管理隊

### 付属病院
- 第一付属病院（西南病院）
- 第二付属病院（新橋病院）
- 第三付属病院（大坪病院）

### 14の主な学科
- 臨床医学（八年制、博士）
- 病気予防医学
- 医学体験
- 医用放射学
- 病理診断
- 核医学
- 高原医学
- 生物医学
- 医学実験技術
- 看護
- 薬理（四年制）
- 食品の営養及び衛生
- 生物技術
- 計算機科学の応用

## 特許権
- 2001年 特許権申請件数18、授与された件数5。発明特許申請件数16、授与された件数2。
- 2002年 特許権申請件数22、授与された件数6。発明特許申請件数11、授与された件数4。PCT[5]申請件数7、授与された件数0。
- 2003年 特許権申請件数40、授与された件数18。発明特許申請件数19、授与された件数6。PCT申請件数3、授与された件数0。
- 2004年 特許権申請件数32、授与された件数35。発明特許申請件数16、授与された件数15。PCT申請件数3、海外授権件数4[6]。
- 2005年 特許権申請件数74、授与された件数23。発明特許申請件数45、授与された件数8。PCT申請件数5、海外授権件数6。
- 2006年、特許権申請件数119、授与された件数53。発明特許申請件数57、授与された件数21。PCT申請件数6、海外授権件数5。